# Tayla Jones

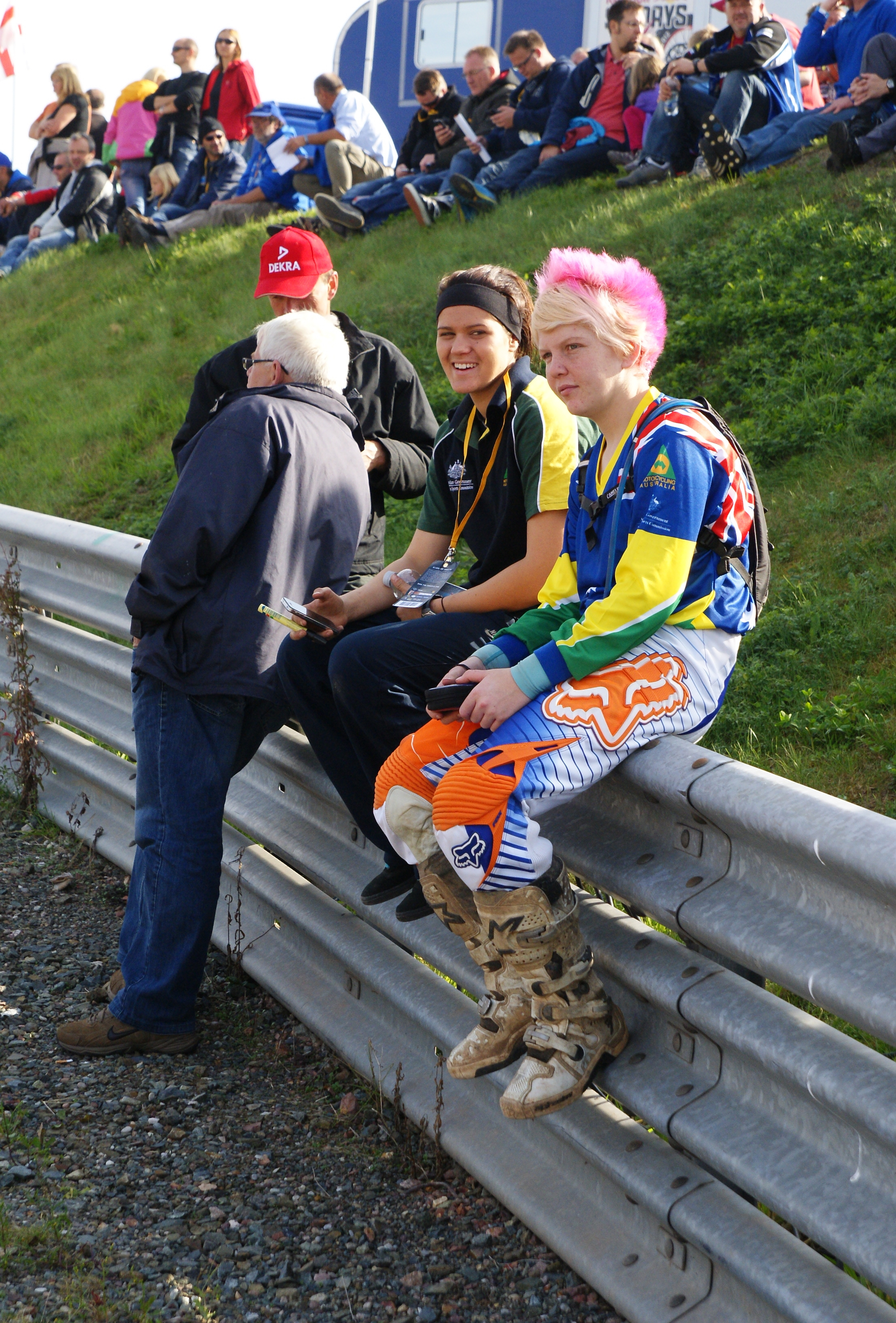
Tayla Jones (rechts) mit Jessica Gardiner während der 87. Internationalen Sechstagefahrt

Tayla Jones (* 1996 in Yass in New South Wales) ist eine australische Endurosportlerin und Motocross-Fahrerin sowie mehrfach Mitglied der australischen Frauennationalmannschaft bei der Internationalen Sechstagefahrt.

## Karriere
Tayla Jones begann im Alter von vier Jahren mit dem Motorradfahren.
2007 wurde Tayla Jones in der NSW Junior Championship in der Klasse 65 cm³ der 11- bis 13-Jährigen Vierte und in der Klasse 85 cm³ Zweitakt/150 cm³ Viertakt der Neun- bis Zwölfjährigen 21. Im Alter von zwölf Jahren wurde Tayla Jones 2008 beim australischen Enduro-Nachwuchswettbewerb für Mädchen „Girls on Gas“ in New South Wales Dritte. 2009 fuhr sie erfolgreich Motocross in der  Junior Lites Girls-Serie im australischen Yamaha MX Cross Cup. In der Endwertung wurde sie Zweite hinter Meghan Rutledge.
2010 wurde sie Dritte ihrer Klasse in der australischen Junior-Motocross-Meisterschaft. Bei den Langstrecken-Meisterschaft der Junioren wurde sie in der Klasse 85 cm³ Zweitakt/150 cm³ Viertakt Erste und in der Klasse 100-150 cm³ Zweitakt/200-250 cm³ Viertakt Dritte. In der Motocross-Meisterschaft von New South Wales wurde sie in der Klasse Female Lites Gesamtzweite und in der Frauen-Klasse 85 cm³ Zweitakt/150 cm³ Viertakt Dritte. In der Klasse der 14- bis 16-Jährigen wurde sie Zehnte. Außerdem gewann sie den regionalen Wettbewerb „Girls on Gas“ in New South Wales und qualifizierte sich für das landesweite Finale, bei dem sie einen dritten Platz belegte.
2011 gewann Tayla Jones in der australischen Frauen-Motocross-Meisterschaft in der Klasse Junior Girls 85 cm³ 2T/150 cm³ 4T 12-16 Jahre und wurde Zweite in der Klasse Junior Girls Lite Support. In der nationalen Junioren-Motocross-Meisterschaft gewann sie in der Klasse 85 cm³ 2T 12-16 Jahre und wurde in der Klasse Female Lites Zweite. In der Offroad-Meisterschaft von New South Wales gewann sie in der Klasse Junior Girls drei Läufe und wurde Gesamtfünfte.
Im Jahr 2012 gewann Tayla Jones die East Coast MX Series. In der australischen Enduro-Meisterschaft Australian Off-Road Series wurde sie Vierte. Im September war Tayla Jones Mitglied der australischen Frauen-Nationalmannschaft bei der 87. Internationalen Sechstagefahrt (Six Days) in Sachsen. Sie beendete das Rennen auf dem 13. Platz und wurde mit der Mannschaft Dritte.
Als Mitglied der Frauen-Nationalmannschaft bei den Six Days gewann sie zwischen 2013 und 2018 bislang sechs Mal aufeinanderfolgend die Womens Trophy.